# Водичка, Антонин
Антонин Водичка (чеш. Antonín Vodička; 1 марта 1907, Прага, Австро-Венгрия — 9 августа 1975, Чехословакия) — чехословацкий футболист и хоккейный тренер. Серебряный призёр чемпионата мира 1934 года. По завершении карьеры футболиста, стал хоккейным тренером, в 1949 году привёл сборную Чехословакии к золотым медалям чемпионата мира.

## Карьера игрока

### Клубная
На протяжении 13 лет основной игрок полузащиты пражской «Славии» (с 1925 года по 1938 год). За тринадцать сезонов пражский клуб ни разу не опускался ниже второго места в турнирной таблице чемпионата Чехословакии, восемь раз завоевывал золотые награды чемпионата. Всего в лиге Водичка провел 163 матча и трижды поражал ворота соперников.
В 1929 году «Славия» стала финалистом Кубка Митропы, одного из предшественников Кубка Европейских чемпионов. Антонин Водичка участвовал в обоих финальных поединках, по сумме двух встреч трофей достался венгерскому клубу «Уйпешт».
В 1932 году, в этом же турнире, команда имела все шансы побороться за победу — в первом полуфинале «Славия» разгромила дома «Ювентус» 4:0, но во время игры на выезде итальянские болельщики устроили беспорядки и на трибунах с бросанием камней на поле, один из которых попал в игрока «Славии» Франтишека Планичка. На 46-й минуте при счете 2:0 в пользу «Ювентуса» матч был прекращен, чехословацкие футболисты, в сопровождении полиции, покинули поле. Президент пражской команды Вацлав Валоушек не позволил своим игрокам вернуться на поле, а комитет Кубка Митропы принял решение дисквалифицировать оба клуба.

### В сборной
Дебютировал за сборную 13 июня 1926 года в матче против сборной Швеции (2:2). В составе национальной сборной Чехословакии выступал с 1926 по 1937 год. За это время провел всего 18 матчей. Находился в составе сборной Чехословакии на чемпионате мира 1934, где команда завоевала серебряные награды.

## Карьера тренера
По завершении карьеры игрока стал хоккейным тренером и в 1948 году возглавил пражский клуб «ЛТЦ Прага», а вместе с ним и хоккейную сборную Чехословакии. В 1949 году на чемпионате мира в Стокгольме привел национальную сборную к золотым наградам.

## Достижения
- Серебряный призёр чемпионата мира: 1934
- Чемпион Чехословакии (8): 1925, 1929, 1930, 1931, 1933, 1934, 1935, 1937
- Кубок Чехословакии (6): 1926, 1927, 1928, 1930, 1932, 1935